# 일직초등학교
일직초등학교는 대한민국 경상북도 안동시 일직면 원호리에 있는 공립 초등학교다.

## 학교 연혁
- 1920년 1월 7일 설립인가
- 1921년 1월 10일 일직공립보통학교 개교
- 1938년 4월 1일 일직공립심상소학교로 개칭
- 1941년 4월 1일 일직공립국민학교로 개칭
- 1950년 6월 1일 일직국민학교로 교명 변경
- 1981년 3월 1일 병설유치원 개원
- 1985년 3월 1일 특수학급 신설
- 1992년 9월 1일 일직서부국민학교 통폐합
- 1995년 3월 1일 화남국민학교 통폐합
- 1996년 3월 1일 후평국민학교 구계분교장 통폐합, 일직초등학교로 교명 변경
- 1999년 3월 1일 평촌분교장 편입
- 2000년 3월 1일 평촌분교장 본교에 통폐합
- 2008년 12월 24일 학교평가 최우수학교로 선정(교육과학기술부장관 표창)
- 2009년 3월 1일 일직남부초등학교 통폐합
- 2010년 3월 1일 경상북도교육청 지정 시범학교(보건교육)
- 2012년 10월 12일 교육과학기술부도지정 시범학교 운영 공개(생활지도)
- 2014년 2월 14일 제91회(15명, 총 졸업생수 6,594명) 졸업
- 2014년 3월 1일 제22대 김기영 교장 부임
- 2014년 3월 1일 초등학교 7개학급 편성(특수학급 포함), 유치원 1학급 편성
- 2014년 3월 1일 농산어촌학교군 공동교육과정운영 중심학교운영
- 2016년 9월 1일 제23대 김교일교장선생님 취임
- 2017년 2월 17일 제94회 졸업(8명 총 졸업생 수 6,622명)
- 2017년 3월 2일 초등학교 7학급(특수학급포함) 59명, 병설유치원 1학급 18명

## 참고 자료
- 일직초등학교 - 한국교육학술정보원 학교알리미